# Guerre della ridda
Sotto il nome di guerre della ridda (in arabo حُرُوبُ الرِّدَّةِ‎?, Ḥurūb al-ridda, lett. "guerre dell'apostasia") si identifica l'insieme delle operazioni militari ordinate dal califfo Abū Bakr nel momento in cui, con la morte di Maometto, numerose tribù arabe che si erano convertite o che avevano raggiunto comunque un accordo col Profeta, si ritennero in diritto di recuperare la loro primitiva libertà d'azione.
Non c'è dubbio che in alcuni casi si fosse trattato di conversione (d'altronde in grado di agevolare enormemente l'accordo con la crescente potenza espressa dalla Umma) ma in altri casi è probabile che gli accordi sottoscritti fossero intesi dai beduini come capaci di esprimersi in conformità alla consuetudine (tutta preislamica) di tenerli validi fintanto che i contraenti non vi avessero posto fine o fino a che una delle parti non fosse deceduta.

Il tutto era aggravato dal diverso modo di leggere i doni che, negli accordi intervenuti fra Maometto e le tribù in cerca della protezione di Medina, queste ultime portavano al profeta: interpretate da Maometto come zakāt che ogni musulmano è tenuto a versare all'erario islamico (bayt al-māl) e come sorta di "tributo" che, inevitabilmente, il più debole porta al più potente dalla tribù.
Sia come sia, la guerra per riportare la situazione allo status quo ante fu ordinata dal califfo e portata brillantemente a termine da Khālid b. al-Walīd e ʿIkrima b. Abī Jahl, non senza grande versamento di sangue, tanto che alla fine la penisola araba intera si poté finalmente dire conquistata all'Islam.